# Маскареньяс-Оливеро, Джейс
Джейс Маскареньяс-Оливеро (англ. Jayce Mascarenhas-Olivero; 2 июля 1998, Гибралтар) — гибралтарский футболист, защитник клуба «Европа» (Гибралтар) и сборной Гибралтара.

## Биография

### Клубная карьера
На взрослом уровне начинал играть в футбол в чемпионате Гибралтара в составе «Лайонс Юнайтед». В октябре 2016 года перешёл в английский клуб «Абингдон Юнайтед» из десятой по значимости лиги Англии. По итогам сезона клуб перешёл в девятый дивизион.

### Карьера в сборной
В основную сборную Гибралтара впервые был приглашён в сентябре 2015 года на матчи отборочного турнира чемпионата Европы, однако на поле не вышел. Дебютировал за команду 23 марта 2016 года в товарищеской встрече со сборной Лихтенштейна. В 2018 году принял участие во всех 6 матчах сборной в рамках Лиги наций 2018/2019.